# Ariastes muellerae
Ariastes muellerae är en skalbaggsart som beskrevs av Antonio Vives 2003. Ariastes muellerae ingår i släktet Ariastes och familjen långhorningar.
Artens utbredningsområde är Madagaskar. Inga underarter finns listade i Catalogue of Life.